# Варнавінське водосховище
Варнавінське водосховище створене в 1964 році. Водосховище розташоване на руслі р. Адагум, притока р. Кубань в Кримському районі. Площа Варнавінського водосховища становить 4,5 тис. га, водоскидной канал протяжністю 37 км. Переважаючі глибини 1,5 м.